# 獨立縣 (拉里奧哈省)

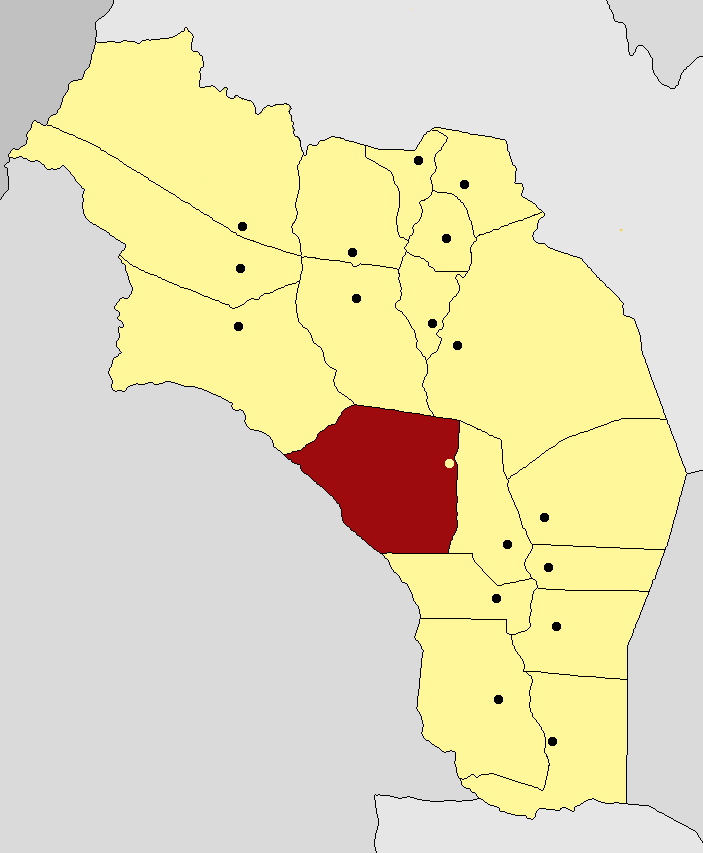

30°2′46″S 66°52′52″W / 30.04611°S 66.88111°W
獨立縣（西班牙語：Departamento Independencia），是阿根廷的縣份，位於該國西北部拉里奧哈省，始建於1864年9月28日，首府設於帕特基亞，面積7,120平方公里，2010年人口2,427，人口密度每平方公里0.34人。